# Pico-Union (Los Angeles)
Pico-Union è un quartiere di Los Angeles, nello Stato della California.
Il nome «Pico-Union» si riferisce al quartiere sorto intorno all'incrocio tra Pico Boulevard e Union Avenue, immediatamente a ovest di Downtown (Los Angeles).

## Geografia
Secondo il progetto «Mapping L.A.» del Los Angeles Times, Pico-Union è delimitata da Olympic Boulevard a nord, da  Harbor Freeway a est, da  Santa Monica Freeway a sud e da Normandie Avenue a ovest. Comprende anche la stazione della California Highway Patrol sotto lo svincolo di Dosan Ahn Chang Ho Memorial Interchange a nordest di Washington Boulevard.
Pico-Union confina con Koreatown e Westlake a nord e nordest, Downtown a est, Adams-Normandie, University Park ed Exposition Park a sud, Harvard Heights a ovest.

### Clima
Pico-Union subisce un clima mediterraneo caldo estivo (Csa), proprio come la maggior parte di Los Angeles.

## Storia
Il villaggio di Geveronga, della tribù Tongva, sorgeva dove ora si trova Pico-Union, e venne distrutto nel 1781 dai coloni spagnoli nell'ambito della colonizzazione spagnola, il cui governatore Juan Bautista de Anza rivendicò i diritti sulla terra e sull'acqua per conto di re Carlo III.
L'attuale Pico-Union occupa la parte occidentale dello storico Pueblo de Los Ángeles.
L'area di Pico-Union si è sviluppata come quartiere residenziale della classe medio-alta a partire dagli anni dieci del XX secolo. Il facile accesso al centro di Los Angeles e al vicino distretto di Wilshire ha attirato un gran numero di ricchi proprietari di case. Dopo la seconda guerra mondiale l'area di Pico-Union, come molti quartieri del centro città, ha visto lo spostamento di residenti verso le periferie. La perdita di residenti e di attività commerciali portò ad alte percentuali di case sfitte e ad una diminuzione del valore delle proprietà in gran parte del quartiere negli anni sessanta.
Alla fine degli anni settanta e negli anni ottanta, Pico-Union divenne un importante punto di ingresso per gli immigrati salvadoregni e guatemaltechi in fuga dalla guerra civile.
Il 10 agosto 2004 Pico-Union è stato riconosciuto «Historic Preservation Overlay Zone» della città di Los Angeles.
All'interno di Pico-Union si trovano due siti storici elencati nel National Register of Historic Places: «South Bonnie Brae Tract Historic District» e «Alvarado Terrace Historic District».
Nell'agosto 2012 la città di Los Angeles ha designato una parte di Vermont Avenue a Pico-Union come «El Salvador Community Corridor», mentre parti di Pico-Union vengono prese in considerazione anche per la designazione come «Central American Historical District».

## Monumenti e luoghi d'interesse
La città di Los Angeles qualifica come «monumento storico-culturale» (Historic-Cultural Monument, HCM) edifici, strade, ponti, fontane che rivestono un'importanza storica e culturale.

### Architetture religiose
- Central Spanish Seventh Day Adventist Church, 1366 Alvarado Street e 1447-1459 Alvarado Terrace, in Alvarado Terrace Historic District (HCM #89). Edificata nel 1912 in una combinazione di stili diversi (Beaux-Arts, italianeggiante, neoromanico). Era la sede di Los Angeles del culto First Church of Christ, Scientist.[7] Dalla fine degli anni settanta è la sede della Chiesa cristiana avventista del settimo giorno in lingua spagnola.[11]
- Welsh Presbyterian Church, 1501 West 12th Street e 1153 South Valencia Street (HCM #173). Sinagoga del 1909 in stile neogreco, ceduta nel 1926 alla Chiesa Presbiteriana del Galles, che l'ha tenuta sino al 2012.[12] È stata acquistata dal cantautore Craig Taubman per realizzare un progetto interconfessionale.[13]

### Architetture civili
- Boyle-Barmore Residence, 1311-1321 Alvarado Terrace, in Alvarado Terrace Historic District (HCM #83). Edificata nel 1905 in stile Tudor revival.[7]
- Cohn Residence, 1325 Alvarado Terrace, in Alvarado Terrace Historic District (HCM #84). Edificata nel 1905 in stile Craftsman e Shingle.[7]
- Gilbert Residence, 1333 Alvarado Terrace, in Alvarado Terrace Historic District (HCM #85). Edificata nel 1903 in stile Craftsman e Shingle.[7]
- Powers Residence, 1345 Alvarado Terrace, in Alvarado Terrace Historic District (HCM #86). Edificata nel 1903 in stile revival missionario.[7]
- Raphael Residence, 1353 Alvarado Terrace, in Alvarado Terrace Historic District (HCM #87). Edificata nel 1903 in stile Tudor revival.[7]
- Kinney-Everhardy House, 1401 Alvarado Terrace, in Alvarado Terrace Historic District (HCM #88). Edificata nel 1902 in stile Queen Anne e Shyngle.[7]
- Marley-Stone House, 1036 S. Bonnie Brae Street (HCM #99). Edificata nel 1896 in stile revival Rinascimento francese.[14]
- Residence, 1866 West 14th Street e 1402 Malvern Avenue, in Alvarado Terrace Historic District (HCM #244). Edificata nel 1906.
- Thomas Potter Residence, 1135-1141 South Alvarado Street (HCM #327). Edificata nel 1906 dall'architetto John Paul Kremple, dal 1987 gestita da Alcoholism Center for Women (ACW).[15]
- August Winstel Residence, 1147 South Alvarado Street (HCM #328). Edificata nel 1907 dall'architetto John Paul Kremple, dal 1987 gestita da Alcoholism Center for Women (ACW).[15]
- Residence, 1851 West 11th Street (HCM #431).
- Doria Apartments, 1600-1604 West Pico Boulevard (HCM #432). Edificata intorno al 1905 in stile revival missionario.
- Alphonse J. Forget Residence, 1047 South Bonnie Brae Street (HCM #433). Edificata in stile Queen Anne.
- E.A.K. Hackett House, 1317 South Westlake Avenue (HCM #719). Edificata nel 1904 in stile Craftsman.[16]
- Carolyn Bumiller-Hickey House, 1049 Elden Avenue (HCM #794).
- Cook Reisdence, 1025 S. Westlake Avenue.
- 1143 S. Westlake Avenue. Costruita nel 1880, è tra le più antiche di Pico-Union.[17]

### Altro
- Terrace Park and Powers Place, Powers Place e 14th Street, in Alvarado Terrace Historic District (HCM #210). Giardino pubblico gestito dal Department of Recreation and Parks.[18] Power Place, tra Alavarado Terrace e S. Bonnie Brae Street, con i sui 36 piedi (11 metri circa) di lunghezza è la strada più corta di Los Angeles e una delle poche ancora pavimentata con mattoni.[19]
- Angelus-Rosedale Cemetery, 1831 West Washington Boulevard. È stato fondato nel 1884 come Rosedale Cemetery, quando Los Angeles aveva 28 285 abitanti. È stato il primo crematorio realizzato a ovest delle Montagne Rocciose.[20]

## Società
Nel 2008 è stato stimato che i residenti di Pico-Union fossero 44 664 e che l'età media dei residenti fosse di 27 anni, tra i più giovani per la città e la contea.
La ripartizione etnica nel censimento del 2000 era: latini, 85,4%; asiatici, 7,6%; bianchi, 3,0%; afroamericani, 2,9%; altri, 1,1%. El Salvador con il 44,4% e Messico con il 23,3% sono stati i maggiori paesi di residenti nati all'estero, cifra considerata elevata rispetto ai nati all'estero di Los Angeles nel suo insieme. Altri immigrati provengono dal Guatemala, dall'Honduras e dal Nicaragua.

## Istruzione

### Biblioteche
- Pico-Union Branch Library, 1030 South Alvarado Street. Biblioteca di quartiere della Los Angeles Public Library.[23]

### Scuole
- West Adams Preparatory Senior High, LAUSD, 1500 West Washington Boulevard.[24]
- SIATech Pico-Union, public charter high school, 2140 West Olympic Boulevard suite 327.
- Loyola High School of Los Angeles, scuola privata, 1901 Venice Boulevard.[25]
- Berendo Middle School, LAUSD, 1157 South Berendo Street.[26] Rivendica il titolo di intermediate school più antica ininterrottamente operativa a Los Angeles.[27]
- Sophia T. Salvin Special Education Center, LAUSD, 1925 Budlong Avenue.[28]
- Leo Politi Elementary School, LAUSD, 2481 West 11th Street.[29]
- 10th Street Elementary School, LAUSD, 1000 Grattan Street.[30]
- Saint Thomas the Apostle School, suola elementare cattolica, 2632 West 15th Street.[31]
- Magnolia Avenue Elementary, LAUSD, 1626 South Orchard Avenue.[32]
- Los Angeles Christian School, scuola cristiana, 1630 West 20th Street.[33]
- Equitas Academy Charter Schools, charter school, 1700 West Pico Boulevard.[34]